# PUNK is FOLK
PUNK is FOLK(パンクイズフォーク)は、ガガガSPの企画アルバム。他アルバムとの通算では9枚目となる。2010年4月13日発売。発売元はLD&K Records/俺様レコード。

## 概要
このアルバムは、ガガガSPの原点であるフォークソングの曲を、パンクアレンジでカバーしたものである。

## 収録曲
1. 金もうけのために生まれてきたんじゃないぜ 
作詞:忌野清志郎、作曲:肝沢幅一
RCサクセションのカバー。
2. 銭がなけりゃ 
作詞・作曲:高田渡
高田渡のカバー。
3. 告白のブルース 
作詞・作曲:泉谷しげる
泉谷しげるのカバー。
4. 関白宣言
作詞・作曲:さだまさし
さだまさしのカバー。
5. 時にまかせて 
作詞・作曲:金延幸子
かねのぶさちこのカバー。
6. 外は白い雪の夜
作詞:松本隆、作曲:吉田拓郎
吉田拓郎のカバー。
7. プカプカ
作詞・作曲:西岡恭蔵
西岡恭蔵のカバー。